# Poszulniszki
Poszulniszki (lit. Pašulniškės) − wieś na Litwie, w rejonie wileńskim, 7 km na zachód od Bujwidzów, zamieszkana przez 4 ludzi. Przed II wojną światową w Polsce, w powiecie wileńsko-trockim województwa wileńskiego.